# Max Zettler

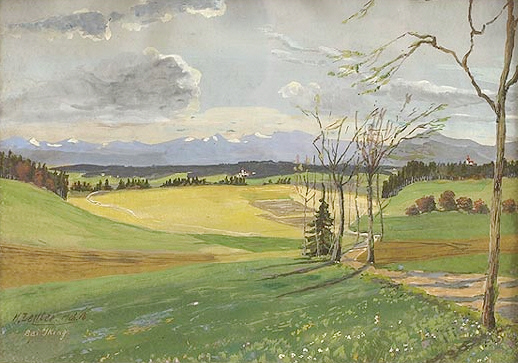
Max Zettler: Bei Icking

Max Emanuel Zettler (* 2. Januar 1886 in München; † 25. Oktober 1926 ebenda) war ein deutscher Maler. Er schuf vor allem kleinformatige Bilder.

## Leben
Max Zettler wurde als uneheliches Kind der Köchin Bibiana Zettler geboren. Über seine nicht leichte Kindheit und Jugendzeit liegen keine Daten vor, wie auch über sein Leben als Erwachsener, das gekennzeichnet war von Krankheit und Alkoholsucht.

„In den 20-er Jahren konnte man in Münchens Bierkellern – vorweg im Hofbräuhauskeller am Gasteig droben – oft einen kleinen, schmächtigen Mann mit auffallend großer Nase beobachten, der von Tisch zu Tisch ging und kleine selbstgemalte Bilder zum Kaufe anbot. Es waren das meist kleinformatige München-Motive, sehr flott und gekonnt auf Pappe gemalt …. Die Preise, die der Maler für seine Arbeiten forderte, lagen an der untersten Grenze der zweistelligen Zahlen, je nach Hunger und insbesondere nach dem Durst des Künstlers auch mal im einstelligen Bereich.“

Zettler war Autodidakt und beteiligte sich nicht an offiziellen Kunstausstellungen, mit Ausnahme 1924, wo er auf der Jahresausstellung im Münchner Glaspalast mit vier Ölgemälden vertreten war. Seine Bilder, die er oft nicht signierte, beinhalten zum größten Teil Münchner Motive (Straßen, Plätze, Parks etc.), die Landschaft um München sowie Dachau, insbesondere das Moor.
Hermann Reiner resümiert über seine künstlerische Hinterlassenschaft:

„Seine Farben sind klar akzentuiert und stark kontrastierend nebeneinander gesetzt und schließen dennoch das Motiv zu einer Einheit zusammen. Die Straßenbilder und Landschaften sind offensichtlich nicht im Atelier nach Studien aufgebaut, sondern – zumindest die kleinen Formate – direkt von der Natur gemalt …. Er war der sehr begabte Autodidakt, nicht durch die Schule der Akademie technisch und kompensatorisch weitergebildet und außerdem ein Bohemien reinsten Wassers.“

Der schwer an Lungentuberkulose Erkrankte starb 1926. Beigesetzt wurde er auf dem Nordfriedhof seiner Heimatstadt. Die Grabstätte wurde 1942 aufgelöst.

## Werke (Auswahl)
- Person in Landschaft, 33 cm × 46 cm Öl/Malkarton
- Kinderspielplatz, 20 cm × 27 cm Öl/Holz
- Münchener Stadtansicht am Hofgarten, 32 cm × 44 cm Öl/Karton
- Münchner Umland, 31 cm × 40 cm Öl/Leinwand
- Kleine Kapelle,  25 cm × 27 cm Öl/Malkarton
- Oberbayerische Landschaft, 9,5 cm × 20,5 cm Öl/Holz
- Landschaft bei Starnberg, 33 cm × 35 cm Öl/Malkarton
- In der Dachauer Gegend, 51 cm × 37 cm Öl/Pappe
- Am Deutschen Museum in München, 33 cm × 29 cm Öl/Pappe
- Marienplatz in München, 24 cm × 38 cm Öl/Pappe
- Moorlandschaft, 43 cm × 25,5 cm Öl/Leinwand
- Auer Dult in München, 63 cm × 46 cm Öl/Pappe
- Im Biedersteinerpark in München, 32,5 cm ×  41,5 cm Öl/Pappe
- Haus am Stadtrand, 25 cm × 21 cm Öl/Pappe
- Anlagen am Maximiliansplatz in München, 24 cm × 34 cm Öl/Pappe